# Slavko Blažeković
Slavko Blažeković (Lijevi Štefanki, 1923. – Zagreb, 2005.), direktor Narodnog sveučilišta „Juraj Kokot“ Velika Gorica (danas Pučko otvoreno učilište Velika Gorica), visoki dužnosnik školstva u Hrvatskoj, lokalni općinski čelnik u velikogoričkom kraju.

## Životopis
Predsjednik Izvršnog vijeća Skupštine općine Velika Gorica, predsjednik Zajednice narodnih i radničkih sveučilišta SR Hrvatske. Bio je službenik općine Pokupsko i Velika Gorica, a od 1982. do umirovljenja 1985. godine predsjednik Izvršnog vijeća općine Velika Gorica. Punih 20 godina (od 1963. do 1982.) bio je na čelu Narodnog sveučilišta „Juraj Kokot“ Velika Gorica, koje je upravo u njegovo vrijeme doživjelo najintenzivniji razvoj. U tom vremenu u toj su ustanovi pokrenuti brojni oblici obrazovanja, utemeljena je osnovna glazbena škola i škola stranih jezika, započeo je rad Klub mladih, Klub samoupravljača i Klub 100, utemeljen je Velikogorički list i Radio Velika Gorica, otvoren dom kulture Galženica s prvom velikogoričkom galerijom, komornom dvoranom i područnom knjižnicom. Razvoj ove ustanove započeo je s devet zaposlenika (1963.), a prilikom njegova odlaska (1982.) u Narodnom sveučilištu bilo je 73 zaposlenika. Bio je angažiran i na izgradnji Srednjoškolskog centra u Velikoj Gorici. Kao predsjednik Zajednice narodnih i radničkih sveučilišta dao je izuzetan doprinos razvoju obrazovnih i kulturnih djelatnosti u sklopu ovih ustanova širom Hrvatske.